# Stanley Beckford
 (juin 2023).
La mise en forme du texte ne suit pas les recommandations de Wikipédia : il faut le « wikifier ».
Les points d'amélioration suivants sont les cas les plus fréquents. Le détail des points à revoir est peut-être précisé sur la page de discussion.
- Les titres sont pré-formatés par le logiciel. Ils ne sont ni en capitales, ni en gras.
- Le texte ne doit pas être écrit en capitales (les noms de famille non plus), ni en gras, ni en italique, ni en « petit »…
- Le gras n'est utilisé que pour surligner le titre de l'article dans l'introduction, une seule fois.
- L'italique est rarement utilisé : mots en langue étrangère, titres d'œuvres, noms de bateaux, etc.
- Les citations ne sont pas en italique mais en corps de texte normal. Elles sont entourées par des guillemets français : « et ».
- Les listes à puces sont à éviter, des paragraphes rédigés étant largement préférés. Les tableaux sont à réserver à la présentation de données structurées (résultats, etc.).
- Les appels de note de bas de page (petits chiffres en exposant, introduits par l'outil «  Source ») sont à placer entre la fin de phrase et le point final[comme ça].
- Les liens internes (vers d'autres articles de Wikipédia) sont à choisir avec parcimonie. Créez des liens vers des articles approfondissant le sujet. Les termes génériques sans rapport avec le sujet sont à éviter, ainsi que les répétitions de liens vers un même terme.
- Les liens externes sont à placer uniquement dans une section « Liens externes », à la fin de l'article. Ces liens sont à choisir avec parcimonie suivant les règles définies. Si un lien sert de source à l'article, son insertion dans le texte est à faire par les notes de bas de page.
- La présentation des références doit suivre les conventions bibliographiques. Il est recommandé d'utiliser les modèles {{Ouvrage}}, {{Chapitre}}, {{Article}}, {{Lien web}} et/ou {{Bibliographie}}. Le mode d'édition visuel peut mettre en forme automatiquement les références.
- Insérer une infobox (cadre d'informations à droite) n'est pas obligatoire pour parachever la mise en page.

Pour une aide détaillée, merci de consulter Aide:Wikification.
Si vous pensez que ces points ont été résolus, vous pouvez retirer ce bandeau et améliorer la mise en forme d'un autre article.
Stanley Beckford est un chanteur et guitariste jamaïcain de mento et de reggae, né à Portland (Jamaïque) le 17 février 1942 et mort à Riverdale (Jamaïque) le 30 mars 2007.

## Biographie

### Débuts
Beckford est né dans la paroisse de Portland au nord-est de la Jamaïque. Sa mère est morte pendant son enfance. À sept ans, à la suite du décès de son père, il a été élevé par ses grands-parents, entre l'ouest du ghetto de Kingston, Greenwich Farm et Maxfield Avenue.
Il a commencé à chanter dans l'église de Dieu locale et est devenu chef de chœur, tandis que son voisin Carlton Smith lui a enseigné la guitare. Beckford s'est fait connaître en dehors de l'église en remportant l'un des concours de talents du journaliste et présentateur de radio Vere Johns au théâtre Majestic, dans l'ouest de Kingston.
En 1968, Beckford rejoignit un groupe de reggae de quartier, The Soul Syndicate, mais son timbre aigu son style influencé par le mento ne cadraient pas avec son objectif. Il fut bientôt évincé et devint ensuite un gardien de nuit de la compagnie de téléphone.

### Années 1970 et au-delà.
Travaillant une nuit en 1973 et témoin d'une arrestation, Beckford a écrit "You are a Wanted Man" - ce qui a impressionné le producteur Alvin "GG" Ranglin lorsque Beckford a passé une audition. Enregistrée avec son groupe The Starlites (plus tard crédité sous le nom de The Starlights), la voix de style mento de la chanson a résisté aux tendances du reggae urbain et est allée directement au numéro un des charts jamaïcains. Le groupe a eu d'autres succès avec " Healing in the Barnyard ", " Hold My Hand " et " Mama Dee ".  Son plus grand succès fut l'obscène " Soldering " (1975), interdit par la radio jamaïcaine, qui provoqua des ripostes en vinyle de Big Youth , I-Roy et Jah Lloyd. ¹
Beckford est devenu un habitué du circuit hôtelier de la côte nord, jouant pour les touristes et les habitants de la classe supérieure. Après des conflits de redevances avec GG, Beckford a changé le nom de son groupe en Stanley and the Turbines, passant au producteur Barrington Jeffrey, au studio Dynamic Sounds. Jeffrey dirigeait le label Dr Komina et une adaptation du classique mento grivois "Leave Mi Kisiloo" (1977) a été un grand succès. Cela a conduit à un album du même nom et à un set de suivi, Brown Gal .
En 1980, Beckford (avec les Turbines) a remporté le prestigieux concours de chansons du festival jamaïcain avec "Come Sing with Me". Financièrement déçu par Jeffrey, Beckford enregistre l'album Big Bamboo (1981), avec GG. Il souffrait d'une influence mento moins marquée.
Au milieu des années 1980, la production de Beckford a décliné alors que la musique jamaïcaine subissait un changement de musique populaire vers le style de salle de danse informatisé . Cependant, il a encore enregistré du matériel important, dont le plus notable est le gagnant du concours de chansons du festival jamaïcain "Dem A Fi Squirm" pour le label Uhuru du tromboniste Calvin "Bubbles" Cameron et "Stanley No Idiot" (tous deux en 1986) pour le chanteur Keith. Étiquette Poppin's Movements.
Au cours des années 1990, il a enregistré des chansons populaires telles que "A Wah A Gwan" et "Amazon", et a fait sept tournées au Brésil. Il a remporté le Festival Song Contest pour la troisième fois en 1994 avec "Dem a Pollute", maintenant avec les astronautes. ²
En 2000, "Fi Wi Island A Boom" a remporté le concours de chansons du festival jamaïcain, cette fois crédité à Beckford en tant qu'artiste solo,  et il s'est régulièrement produit avec le Rod Dennis Mento Band au Kingston Hilton.
En 2001, alors qu'il joue dans des hôtels avec le groupe Fab 5, il est sollicité par des directeurs de disques français pour enregistrer un album de mento oldtime pour le marché européen.
Sur Stanley Beckford Plays Mento , publié par Barclay, Beckford était soutenu par le groupe Blue Glaze, l'un des meilleurs groupes de mento de l'île, avec une harmonie supplémentaire fournie par sa femme Thelma et sa fille Monique.
L'album et les tournées européennes ont donné à Beckford un nouveau public; en France, il a été comparé à Compay Segundo du Buena Vista Social Club et son succès là-bas a conduit au suivi de 2004, Reggaemento , publié par Warners. ³

### Décès
Stanley a reçu un diagnostic de cancer de la gorge et l'a combattu pendant quatre ans. Vers la fin de 2006, Beckford a subi un traitement de radiothérapie à l'hôpital universitaire des Antilles. Il laisse dans le deuil sa femme, cinq filles et deux fils.
Le 30 mars 2007, il est décédé à son domicile de Riversdale à Sainte-Catherine. Selon sa femme, Thelma, elle fait de son mieux pour faire face à sa perte. "C'est juste moi seul, je le sens. Il est mort chez nous sur notre lit vers 15h00 cet après-midi (vendredi). Il est mort dans mes bras. Je le secouais en disant, Stanley, Stanley, mais ensuite j'ai vu le sang fuyant de son nez, il n'y avait rien que je puisse faire", a déclaré Mme Beckford.

## Discographie

### Solo
- Gitane (1979), GG's
- Stanley Beckford joue Mento (2003), Barclay
- Reggaemento (2004), Totou

### avec les lumières des étoiles
- Soudage : les plus grands succès du reggae (1993), Heartbeat

### avec Les Turbines
- Big Bamboo (1981), GG's
- Laissez Mi Kisiloo , Sons Dynamiques
- Brown Gal , Tuff Gong

### compilations
- Afrique (1996), Lagon